# 真實的自我和虛假的自我

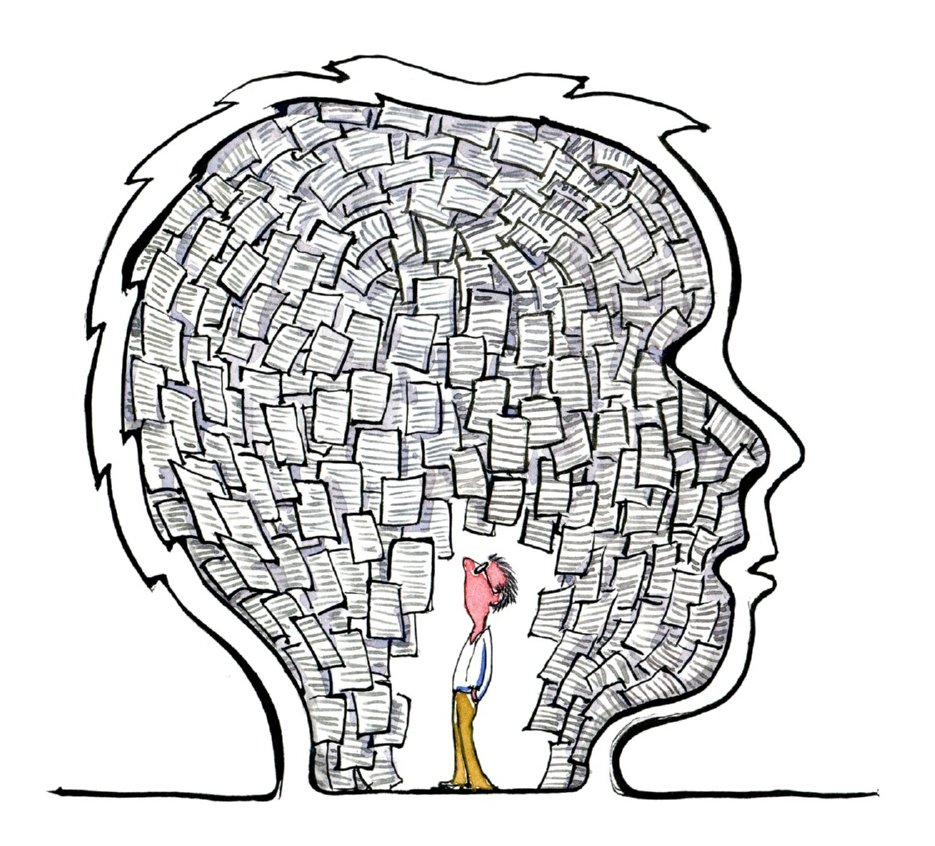
一张图片胜过千言万语

真實的自我（英語：true self，或作real self、authentic self）、或稱原本的自我（英語：original self）或脆弱的自我（英語：vulnerable self），以及虛假的自我（英語：false self，或作fake self），或作理想化的自我（英語：idealized self）、表面自我（英語：superficial self）、偽自我（英語：pseudo self），是由英國精神分析學家唐納德·溫尼科特概念化的心理二元論。 溫尼科特用「真正的自我」來表示一種基於自發的真實體驗和活生生的感覺的自我意識，有一個幾乎沒有矛盾的真實自我。 相比之下，「虛假自我」表示一種自我意識，作為一種防禦性外表，在極端情況下，這可能會使一個人缺乏自發性，在不一致和無能的真實外表背後感到死亡和空虛，如自戀。

## 外部連結
- 用真实自体和虚假自体来说明自我的扭曲(1960） - 心理学空间 （页面存档备份，存于）